# Hong Kong UNESCO Global Geopark
Der Hong Kong UNESCO Global Geopark (chinesisch 香港聯合國教科文組織世界地質公園), kurz Hong Kong Geopark (HKGP) (香港地質公園) ist ein im November 2009 eröffneter Geopark in Hongkong.

## Lage
Der Geopark liegt im Osten Hongkongs, genauer in den östlichen und nordöstlichen New Territories im Südchinesischen Meer. Auf einer Fläche von 150 km² wurden mehrere Gebiete zum Geopark zusammengefasst, die sich grob in die Sai Kung Volcanic Rock Region im Süden und die Northeast New Territories Sedimentary Rock Region im Norden unterteilen lassen. Diese beiden Regionen wiederum bestehen aus jeweils vier Country Parks. Der Geopark erstreckt sich in Nord-Süd-Richtung von den Inselgruppen Kat O (吉澳) und Ap Chau (鴨洲) bis zur Inselgruppe Ninepin (果洲群島). Nach Nordosten wird der Park von Tung Ping Chau (東平洲) begrenzt.

## Geschichte
Der Geopark wurde als Hong Kong National Geopark am 3. November 2009 vom damaligen Hongkonger Regierungschef Donald Tsang eröffnet und im September 2011 in das Global Geoparks Network aufgenommen. Seit Ende 2015 firmiert der Park unter seinem heutigen Namen Hong Kong UNESCO Global Geopark.
2018 kam es zu weitreichenden Zerstörungen durch Taifun Mangkhut. Viele Straßen und Wege im Geopark waren nicht mehr nutzbar und mehr als 80 % der Schaukästen wurden beschädigt. Mit Hilfe von Freiwilligen wurden die Schäden schrittweise behoben, einige Bereiche können aber noch nicht wieder besucht werden.

## Einzelne Gebiete

### Northeast New Territories Sedimentary Rock Region
Im Norden des Geoparks liegt die Northeast New Territories Sedimentary Rock Region. Diese umfasst die folgenden geologischen Sehenswürdigkeiten:
Ap Chau (鴨洲, englisch Robinson Island)
Die Insel Ap Chau hat eine Fläche von 0,04 km² und ist damit die kleinste bewohnte Insel Hongkongs. Sie besteht im Wesentlichen aus Brekzien, die aufgrund von oxidiertem Eisen im Felsen eine rostähnliche Farbe haben. Diese Gesteine sind in Hongkong nur im Bereich Ap Chau und Kat O zu finden. Im Norden der Insel befindet sich ein Duck’s Eye genanntes Brandungstor: Durch die Brandung der See erodierte im Laufe von 8000 Jahren der Fels und es entstand ein etwa 10 Meter langer Bogen in zwei Metern Höhe. Kat O (吉澳, englisch Crooked Island) Kat O ist eine Fischerinsel und besteht größtenteils aus Tuffstein aus dem Jura. Die meisten Flächen sind bewachsen, lediglich an der Küste lassen sich die Gesteine erkennen. Kleine Anteile an rötlichen Brekzien können hier ebenfalls gefunden werden.
Wong Chuk Kok Tsui (黃竹角咀, englisch Bluff Head)
Süd-südöstlich von Ap Chau und Kat O am Tolo-Kanal liegt das Kap Wong Chuk Kok Tsui. Hier sind die ältesten Gesteine Hongkongs zu finden, die etwa 400 Mio. Jahre alt sind (Devon). Die Felsformationen bestehen im Wesentlichen aus Sandstein, Schluffstein und Konglomerat. Infolge von Krustenbewegung kam es zu Verwerfungen der ursprünglich horizontalen Schichten, die nun vertikal nach oben geschoben wurden. Einzelne Felsen verwitterten im Laufe der Zeit im Wasser, die bekannteste Formation in diesem Bereich ist die so genannte Devil’s Fist.
Tung Ping Chau (東平洲)
Die 1,16 km² große Insel Tung Ping Chau ist der nordöstlichste Bereich des Geoparks und der östlichste Punkt Hongkongs. Im Gegensatz zu Wong Chuk Kok finden sich hier die jüngsten Felsen Hongkongs mit einem Alter von ca. 55 bis 65 Mio. Jahren. Sie bestehen aus dünnen Schichten Sedimentgestein wie dunkelgrauem Schluffstein, Dolomit, Mudstone und Chert. Die höchste Erhebung der Insel ist Hok Ngam Teng mit nur 48 Metern. Vor der Küste der Insel sind Korallenriffe zu finden.

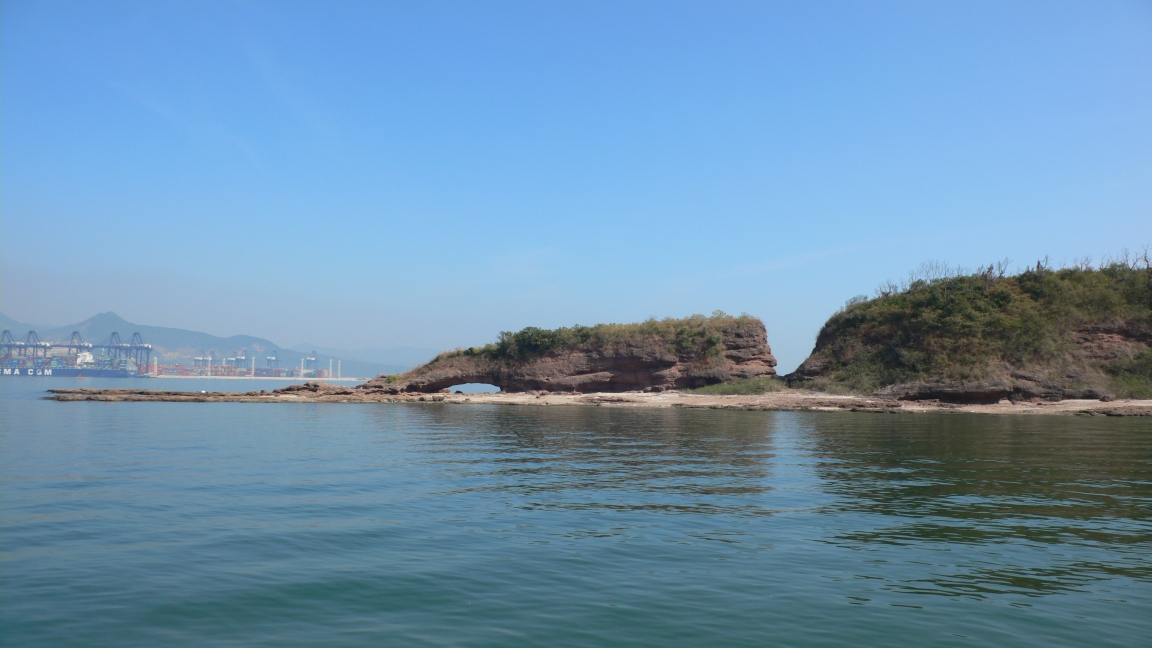
Duck’s Eye, Ap Chau
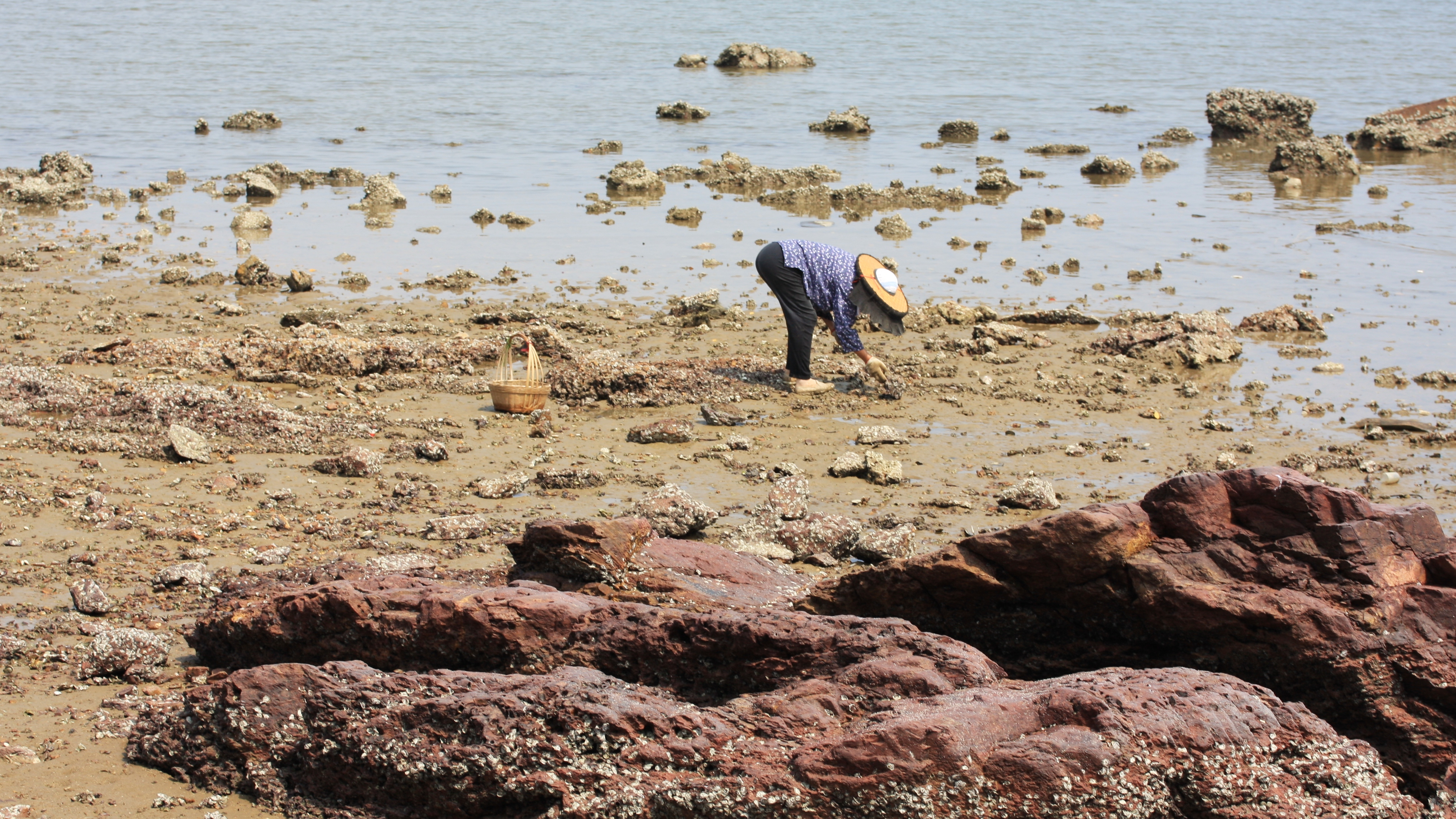
Kat O
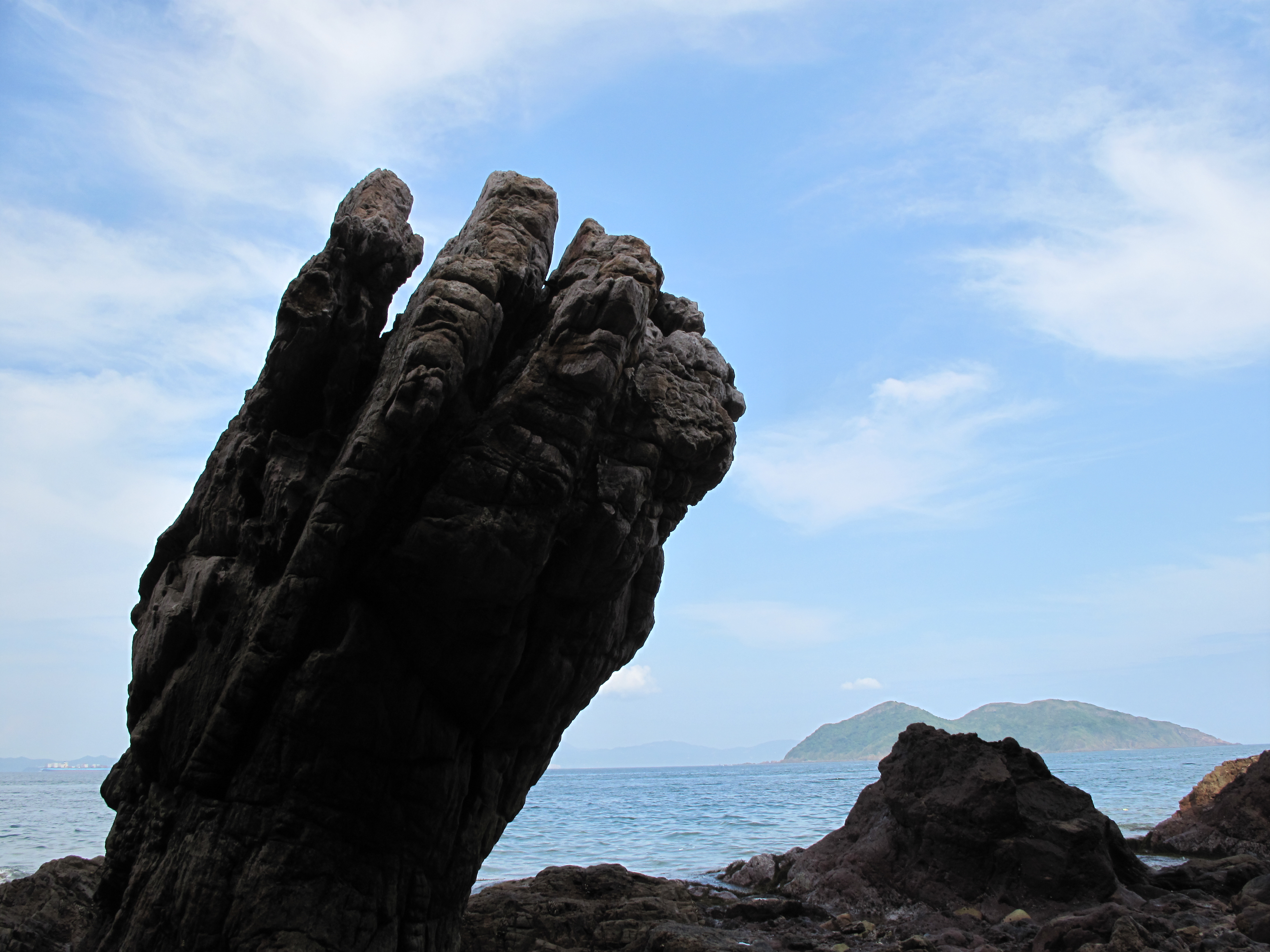
Devil’s Fist
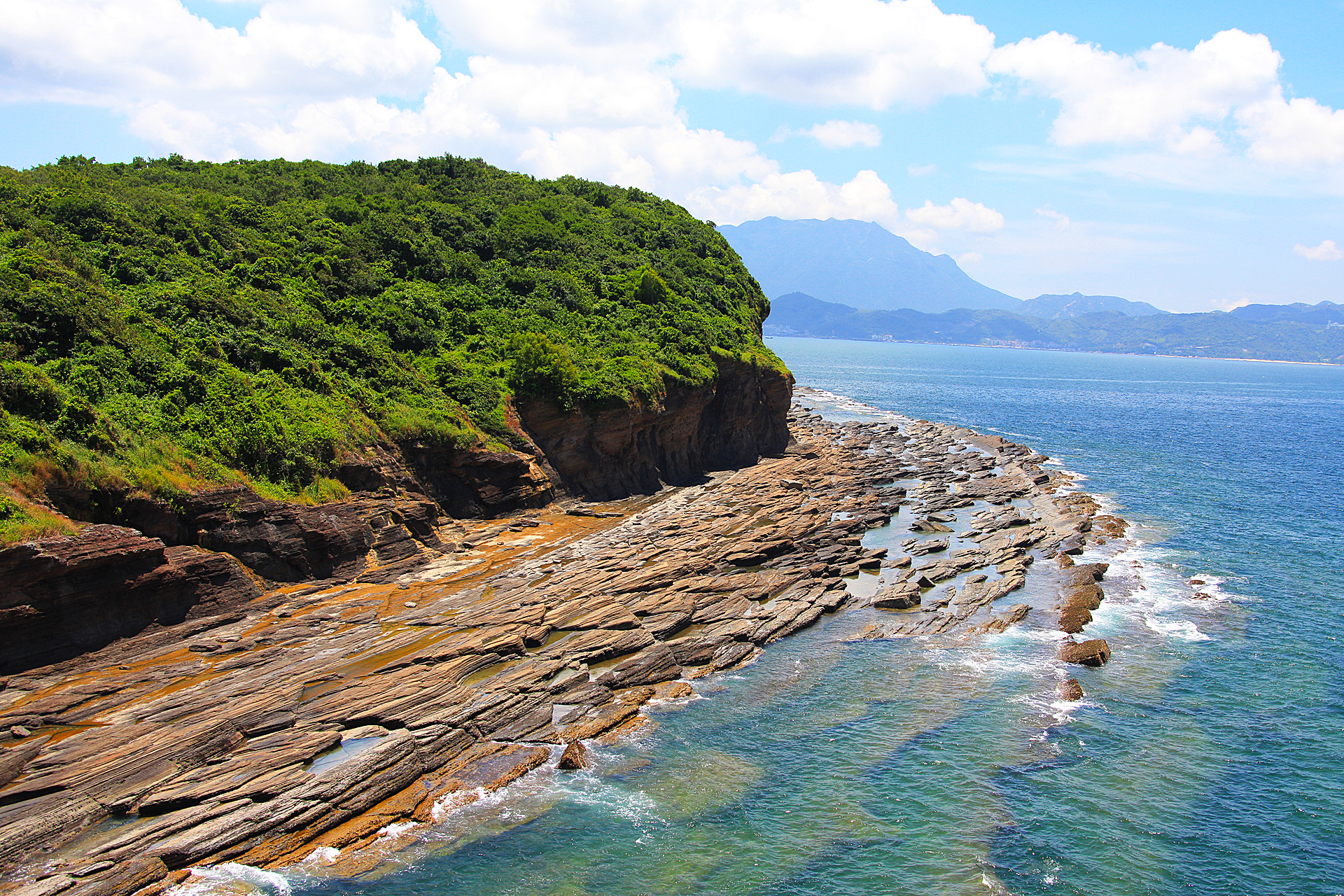
Tung Ping Chau

### Sai Kung Volcanic Rock Region
Kiu Tsui Chau (橋咀洲, englisch Sharp Island)
Etwa zwei Kilometer südöstlich von Sai Kung liegt Kiu Tsui Chau, auch Sharp Island genannt. Hier findet sich vulkanisches Gestein aus der Kreidezeit, insbesondere pyroklastisches Sediment in verschiedenen Größen und Brekzien. Rhyolithe mit Spuren des Lavastroms und Porphyre sind ebenfalls typische Funde für die Insel. Im Norden gibt es Vorkommen von porphyren Quarzmonzoniten. Ein etwa 250 Meter langer Tombolo verbindet die Insel mit der Nachbarinsel Kiu Tau (橋頭) und kann bei einem Wasserstand von weniger als 1,4 Metern betreten werden.
Leung Shuen Wan (糧船灣, englisch High Island)
Im Osten von Leung Shuen Wan befindet sich eine Grotte ⊙. Die Insel ist bekannt für ihre hexagonalen Vulkansteinsäulen. Diese sind ca. 140 Mio. Jahre alt und bis zu 30 Meter hoch. Sie sind aus Lavaströmen infolge unterirdischer Vulkanausbrüche entstanden und haben hohe Anteile an quarzhaltigen Phänokristallen und Feldspat.
Kwo Chau Islands (果洲群島, englisch Ninepin Group)
Die Inselgruppe Ninepin liegt ca. 15 km von Sai Kung entfernt und bildet den südlichsten Teil des Geoparks. Insgesamt besteht die Gruppe aus 29 Inseln, die vor etwa 140 Mio. Jahren wohl bei einem Vulkanausbruch mit Emission von etwa 70 Kubikkilometern vulkanischer Asche entstanden sind. Hier sind ebenfalls hexagonale Steinsäulen vorhanden, die allerdings mit einem Durchmesser bis zu zwei Metern deutlich kleiner sind als auf High Island. Aufgrund von starker Erosion sind im Laufe der Zeit auch Klippen entstanden.

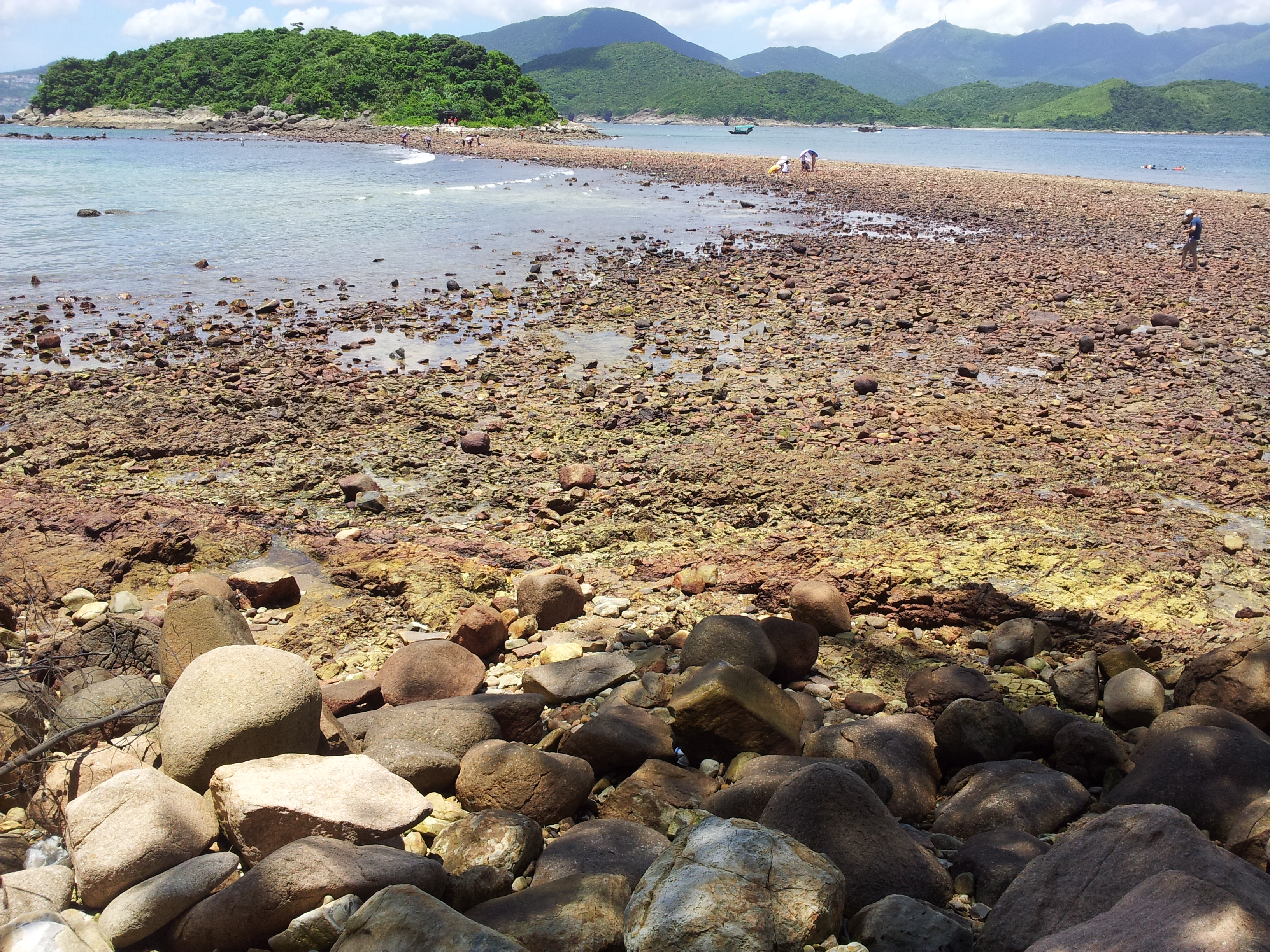
Sharp Island
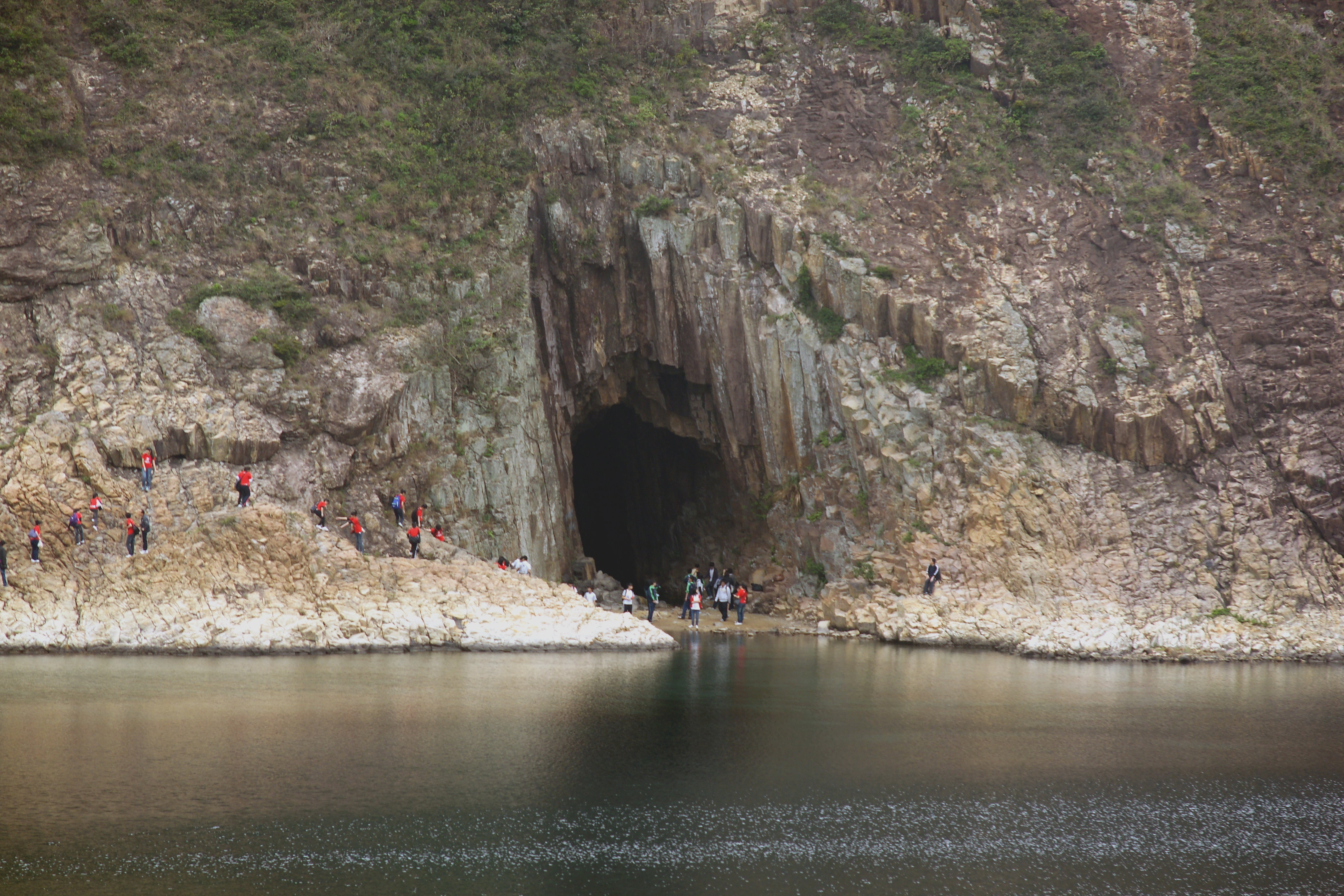
High Island
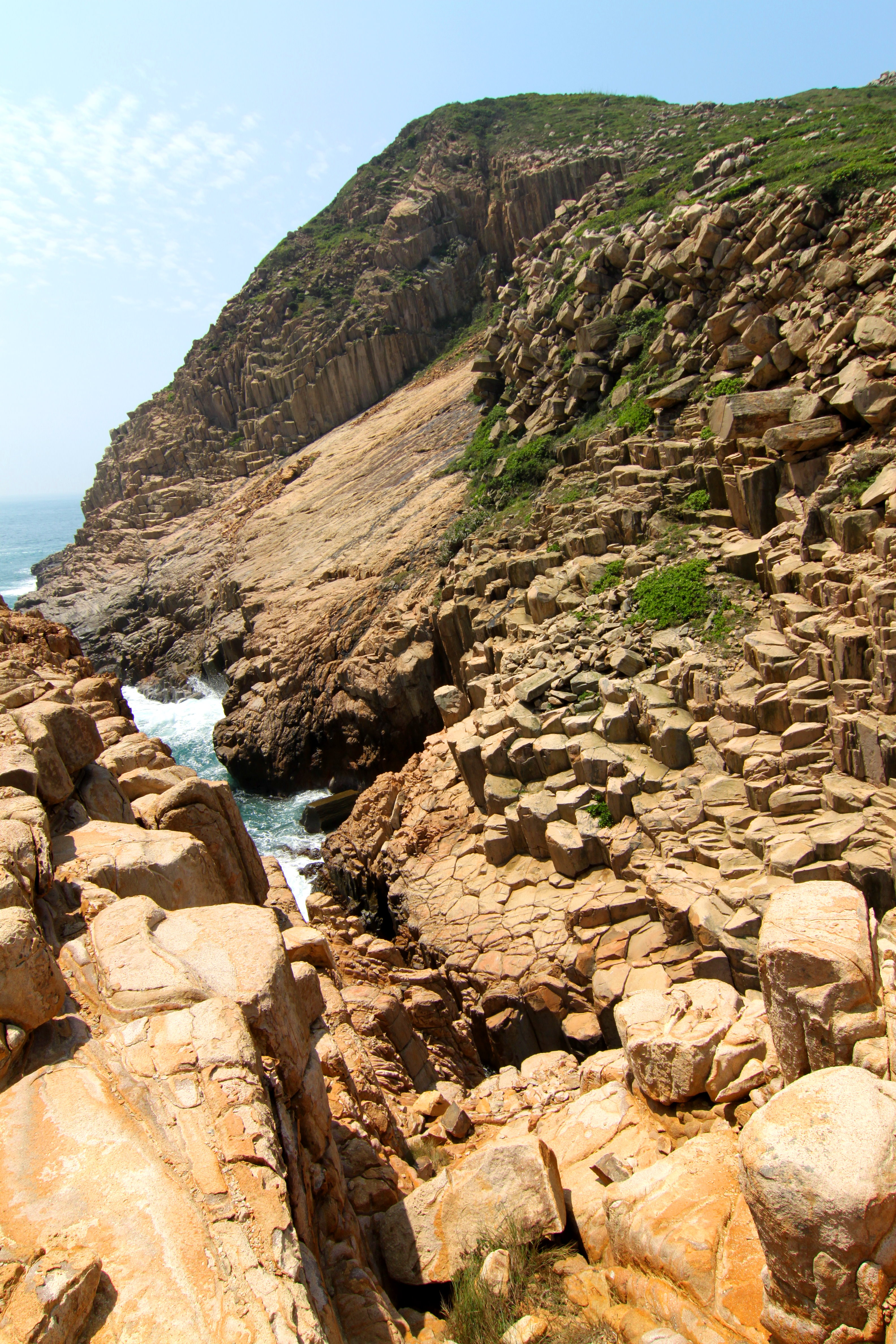
North Ninepin Island

## Besucherzentren
Das Besucherzentrum des Geoparks befindet sich in Tsiu Hang südlich der Siedlung Sai Kung ⊙. Es wird wegen der finanziellen Unterstützung durch den Lions Club auch als Lions Nature Education Centre bezeichnet und ist täglich außer dienstags geöffnet. In fünf Ausstellungshallen und einem Außenbereich bietet es Informationen zum Geopark und zur geologischen Geschichte Hongkongs. Im Außenbereich werden in der Rock Academy 28 Gesteine (verschiedene Vulkanite, Granite und Sedimentgesteine) ausgestellt. Für Schulen werden besondere Führungen angeboten.
Im Sai Kung Waterfront Park ⊙ befindet sich das 2014 eröffnete und von einer lokalen Gruppe geführte Volcano Discovery Centre. Es ist täglich geöffnet und zeigt, wie die Landschaft in den vergangenen 100 Mio. Jahren durch Vulkanismus geprägt wurde und wie die Vulkansteinsäulen entstanden sind. Ausgestellt wird außerdem vulkanisches Gestein aus aller Welt.

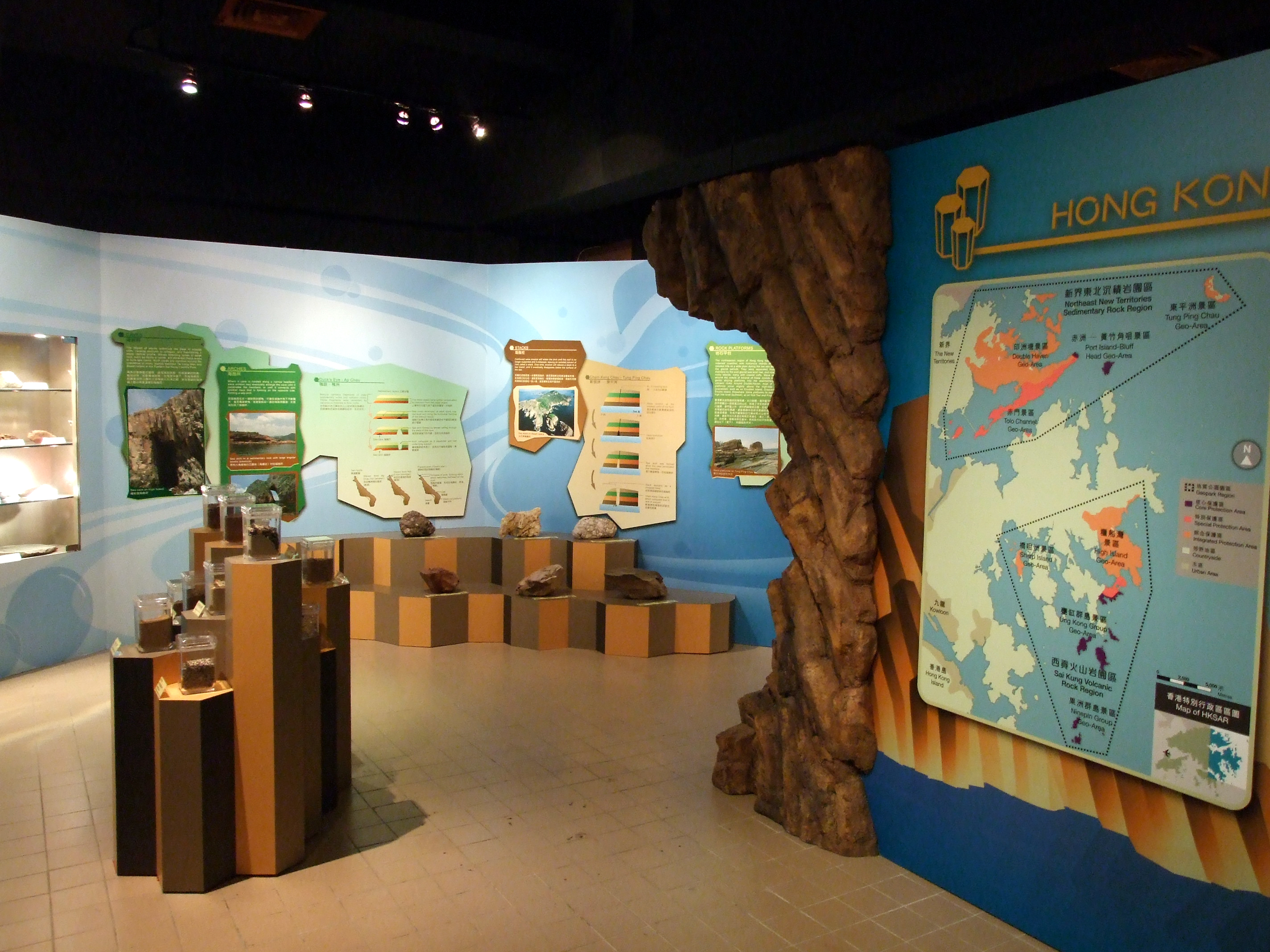
Blick in die Ausstellung des Besucherzentrums (2010)
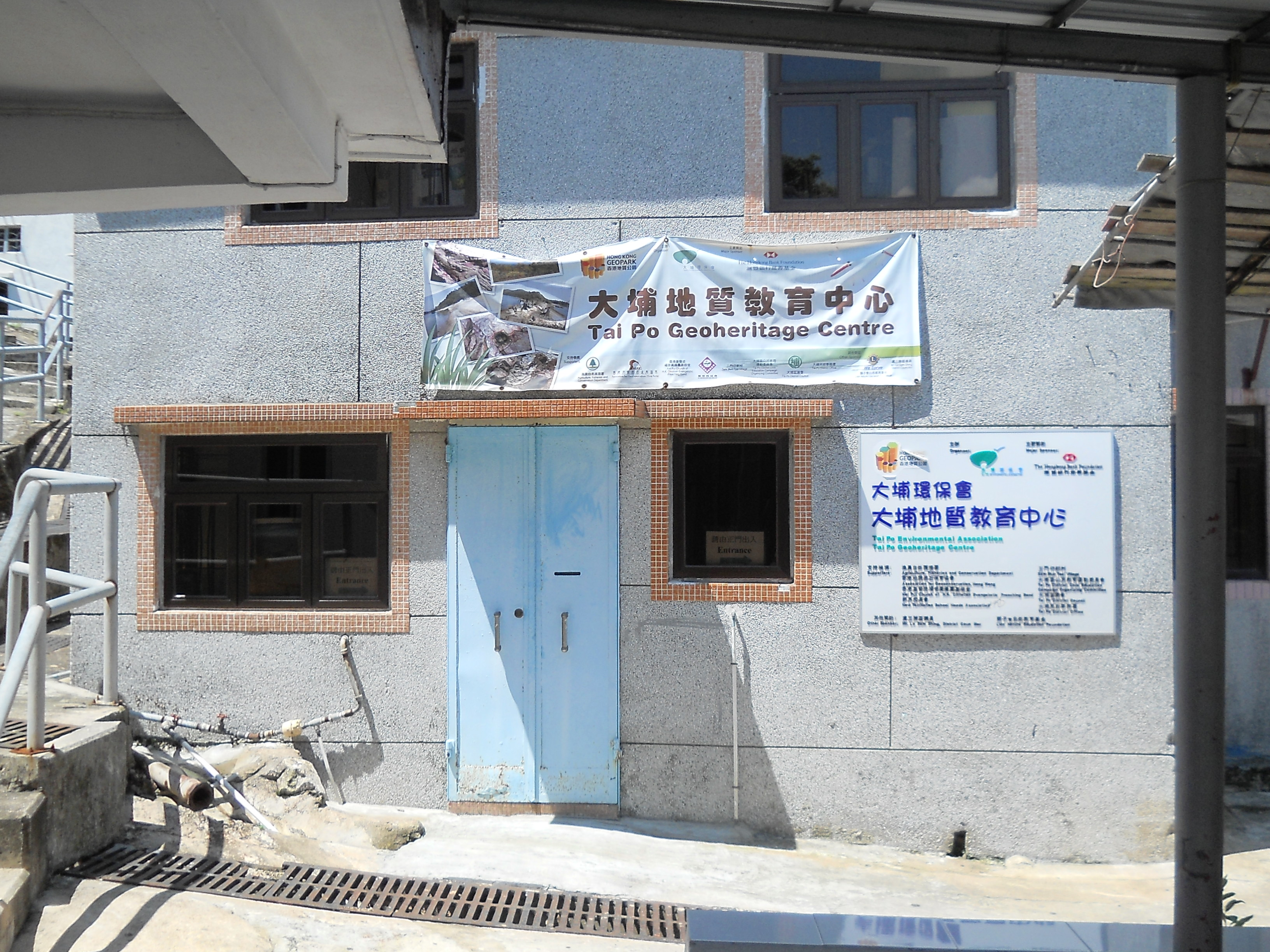
Tai Po Geoheritage Centre (2010)
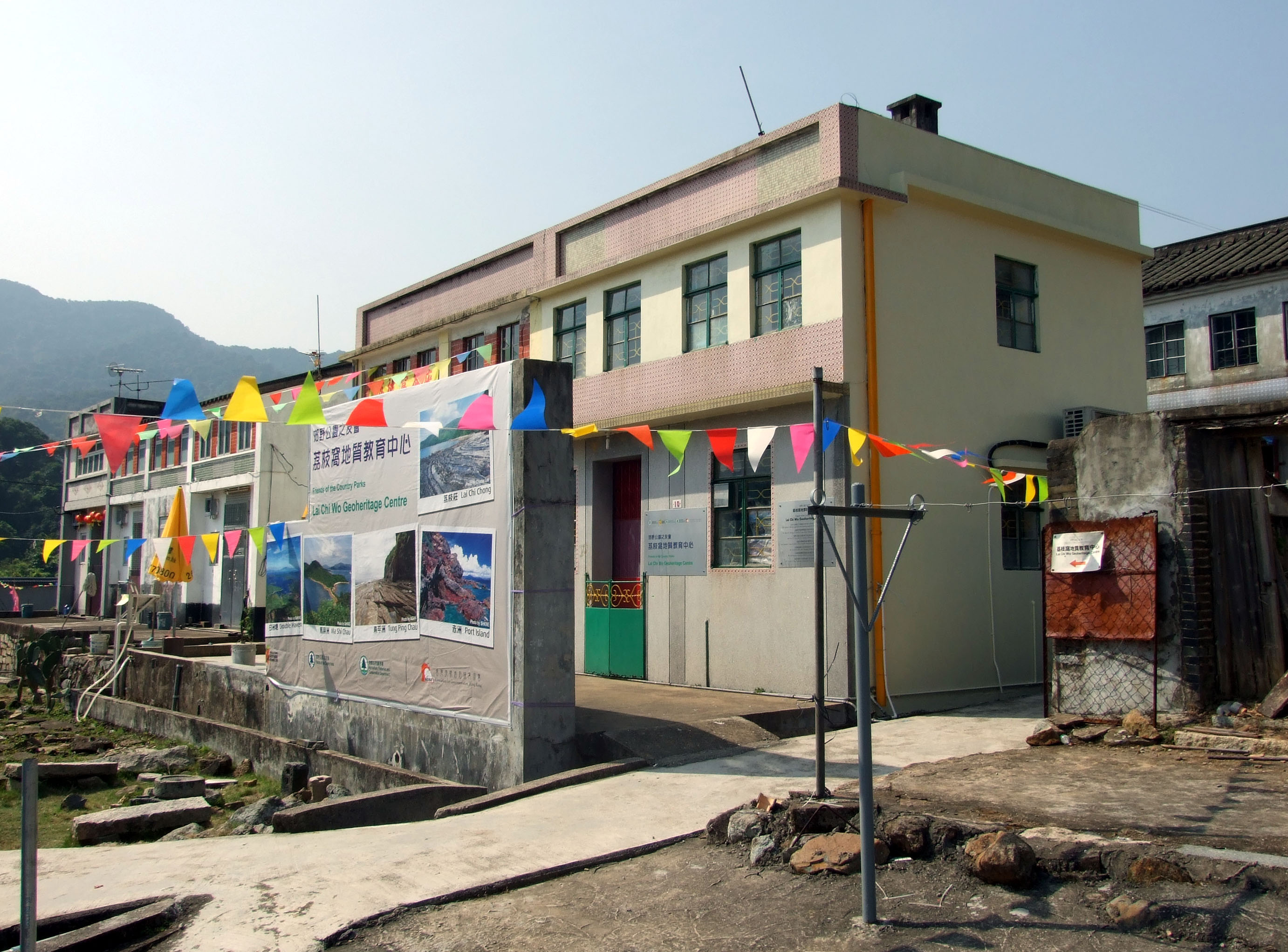
Lai Chi Wo Geoheritage Centre (2010)